# US Castelnuovo Garfagnana
US Castelnuovo Garfagnana is een Italiaanse voetbalclub uit Castelnuovo di Garfagnana die speelt in de Serie C2/B. De club werd opgericht in 1922. De clubkleuren zijn donkerblauw en geel.